# Plaza Pío Baroja
La plaza de Pío Baroja es una pequeña plaza triangular ubicada en la villa de Bilbao en la confluencia del paseo de Uribitarte con la calle homónima. Resalta en la misma el edificio de la antigua Aduana de Bilbao, junto al edificio Aznar y frente al ayuntamiento.

## Remodelación integral
El 30 de marzo de 2022, el ayuntamiento anunció un cambio radical de la plaza, integrando zonas verdes, instalando nuevos juegos infantiles y otorgando al espacio una mayor presencia peatonal.
En julio de 2023, finalizaron las obras de remodelación de la plaza.

## Comunicaciones
- Estación de Pío Baroja del tranvía de Bilbao.